# Mézin
Mézin est une commune du Sud-Ouest de la France, située dans le département de Lot-et-Garonne (région Nouvelle-Aquitaine).

## Géographie

### Localisation
Au cœur de la Gascogne, au confluent de la Gélise et de l'Auzoue, la commune est située au sud-ouest du département de Lot-et-Garonne, en limite de celui du Gers et proche de celui des Landes.

### Communes limitrophes
Les communes limitrophes sont Andiran, Fourcès, Fréchou, Lannes, Moncrabeau, Poudenas et Réaup-Lisse.
| Réaup-Lisse | Andiran        | Fréchou    |
| Poudenas    | Mézin          | Moncrabeau |
|             | Fourcès (Gers) | Lannes     |

### Climat
Pour des articles plus généraux, voir Climat de la Nouvelle-Aquitaine et Climat de Lot-et-Garonne.
Historiquement, la commune est exposée à un climat océanique aquitain.  
En 2020, Météo-France publie une typologie des climats de la France métropolitaine dans laquelle la commune est exposée à un climat océanique altéré et est dans la région climatique Aquitaine, Gascogne, caractérisée par une pluviométrie abondante au printemps, modérée en automne, un faible ensoleillement au printemps, un été chaud (19,5 °C), des vents faibles, des brouillards fréquents en automne et en hiver et des orages fréquents en été (15 à 20 jours).
Pour la période 1971-2000, la température annuelle moyenne est de 13,2 °C, avec une amplitude thermique annuelle de 15,4 °C. Le cumul annuel moyen de précipitations est de 798 mm, avec 10,9 jours de précipitations en janvier et 6,6 jours en juillet. Pour la période 1991-2020, la température moyenne annuelle observée sur la station météorologique la plus proche, située sur la commune de Réaup-Lisse à 7 km à vol d'oiseau, est de 13,8 °C et le cumul annuel moyen de précipitations est de 858,3 mm,. Pour l'avenir, les paramètres climatiques de la commune estimés pour 2050 selon différents scénarios d'émission de gaz à effet de serre sont consultables sur un site dédié publié par Météo-France en novembre 2022.

## Urbanisme

### Typologie
Au 1er janvier 2024, Mézin est catégorisée bourg rural, selon la nouvelle grille communale de densité à sept niveaux définie par l'Insee en 2022.
Elle est située hors unité urbaine et hors attraction des villes,.

### Occupation des sols

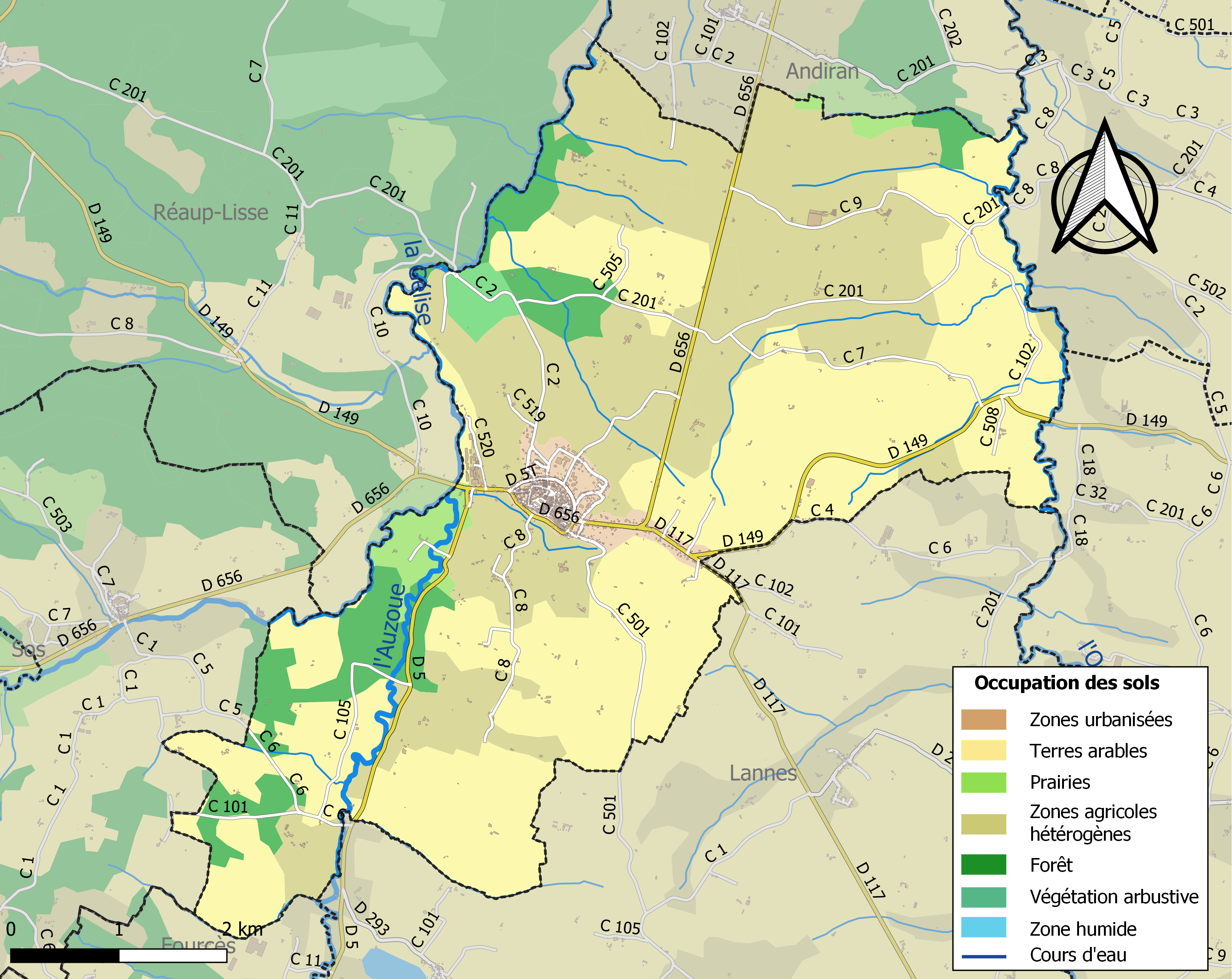
Carte des infrastructures et de l'occupation des sols de la commune en 2018 (CLC).

L'occupation des sols de la commune, telle qu'elle ressort de la base de données européenne d’occupation biophysique des sols Corine Land Cover (CLC), est marquée par l'importance des territoires agricoles (87,9 % en 2018), en diminution par rapport à 1990 (88,9 %). La répartition détaillée en 2018 est la suivante :
terres arables (44,5 %), zones agricoles hétérogènes (39,2 %), forêts (8,4 %), zones urbanisées (2,7 %), cultures permanentes (2,1 %), prairies (2,1 %), milieux à végétation arbustive et/ou herbacée (1 %). L'évolution de l’occupation des sols de la commune et de ses infrastructures peut être observée sur les différentes représentations cartographiques du territoire : la carte de Cassini (XVIIIe siècle), la carte d'état-major (1820-1866) et les cartes ou photos aériennes de l'IGN pour la période actuelle (1950 à aujourd'hui).

### Risques majeurs
Le territoire de la commune de Mézin est vulnérable à différents aléas naturels : météorologiques (tempête, orage, neige, grand froid, canicule ou sécheresse), inondations, feux de forêts, mouvements de terrains et séisme (sismicité très faible). Il est également exposé à un risque technologique,  le transport de matières dangereuses. Un site publié par le BRGM permet d'évaluer simplement et rapidement les risques d'un bien localisé soit par son adresse soit par le numéro de sa parcelle.

#### Risques naturels
Certaines parties du territoire communal sont susceptibles d’être affectées par le risque d’inondation par une crue à  débordement lent de cours d'eau, notamment la Gélise, l'Auzoue et l'Osse. La commune a été reconnue en état de catastrophe naturelle au titre des dommages causés par les inondations et coulées de boue survenues en 1982, 1992, 1999, 2009 et 2021,.
Mézin est exposée au risque de feu de forêt. Depuis le 20 avril 2016, les départements de la Gironde, des Landes et de Lot-et-Garonne disposent d’un règlement interdépartemental de protection de la forêt contre les incendies. Ce règlement vise à mieux prévenir les incendies de forêt, à faciliter les interventions des services et à limiter les conséquences, que ce soit par le débroussaillement, la limitation de l’apport du feu ou la réglementation des activités en forêt. Il définit en particulier cinq niveaux de vigilance croissants auxquels sont associés différentes mesures,.
Les mouvements de terrains susceptibles de se produire sur la commune sont des glissements de terrain et des tassements différentiels.

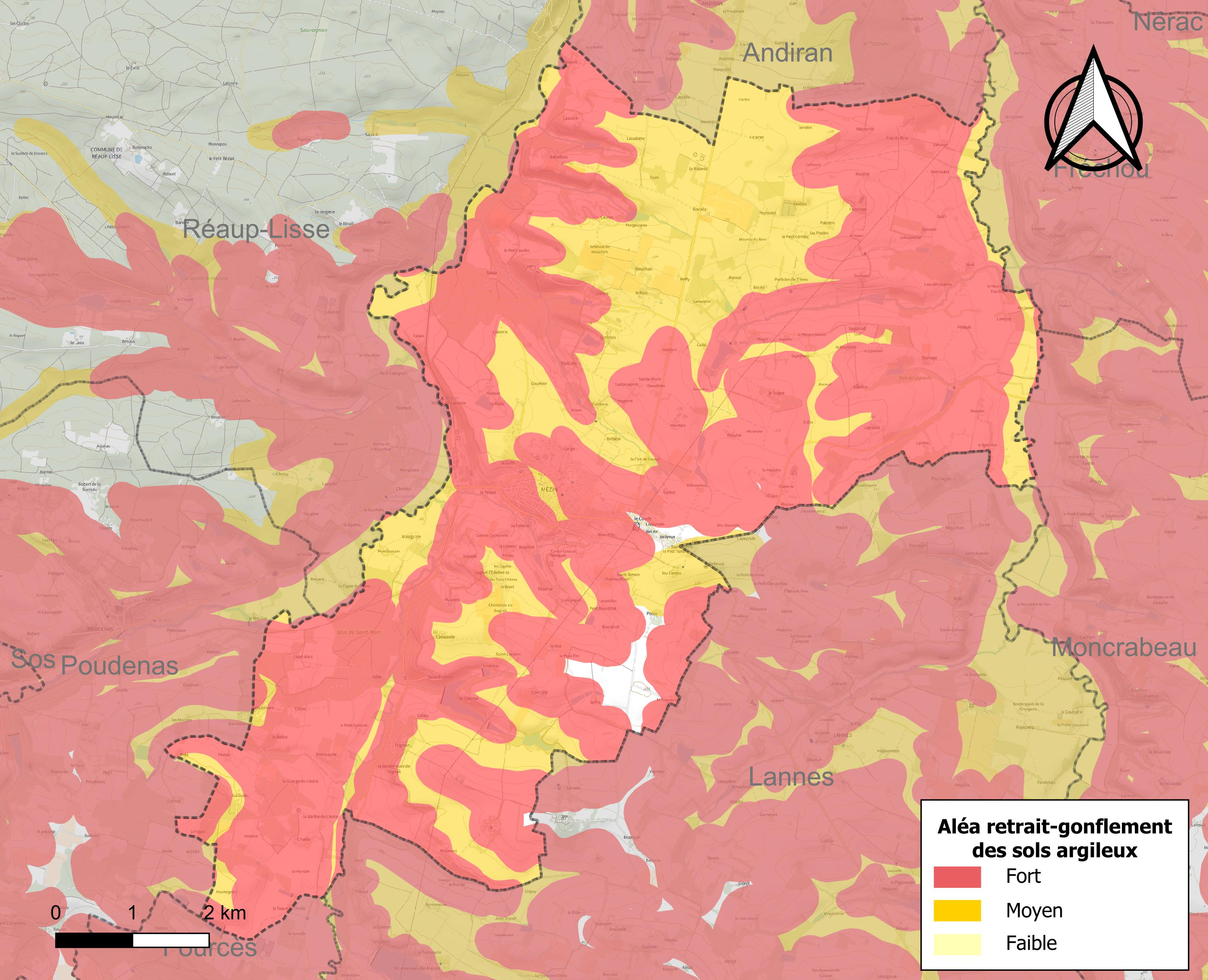
Carte des zones d'aléa retrait-gonflement des sols argileux de Mézin.

Le retrait-gonflement des sols argileux est susceptible d'engendrer des dommages importants aux bâtiments en cas d’alternance de périodes de sécheresse et de pluie. 98,7 % de la superficie communale est en aléa moyen ou fort (91,8 % au niveau départemental et 48,5 % au niveau national). Depuis le 1er octobre 2020, en application de la loi ELAN, différentes contraintes s'imposent aux vendeurs, maîtres d'ouvrages ou constructeurs de biens situés dans une zone classée en aléa moyen ou fort,.
Concernant les mouvements de terrains, la commune a été reconnue en état de catastrophe naturelle au titre des dommages causés par la sécheresse en 1989, 1990, 1997, 2003, 2008, 2011 et 2017 et par des mouvements de terrain en 1999.

## Histoire

### Époque antique
S'agissant des traces attestées, en 1972, un agriculteur de Mézin met au jour dans son champ une statue de Jupiter datant du Ier siècle, et conservée au Musée d'Aquitaine à Bordeaux.

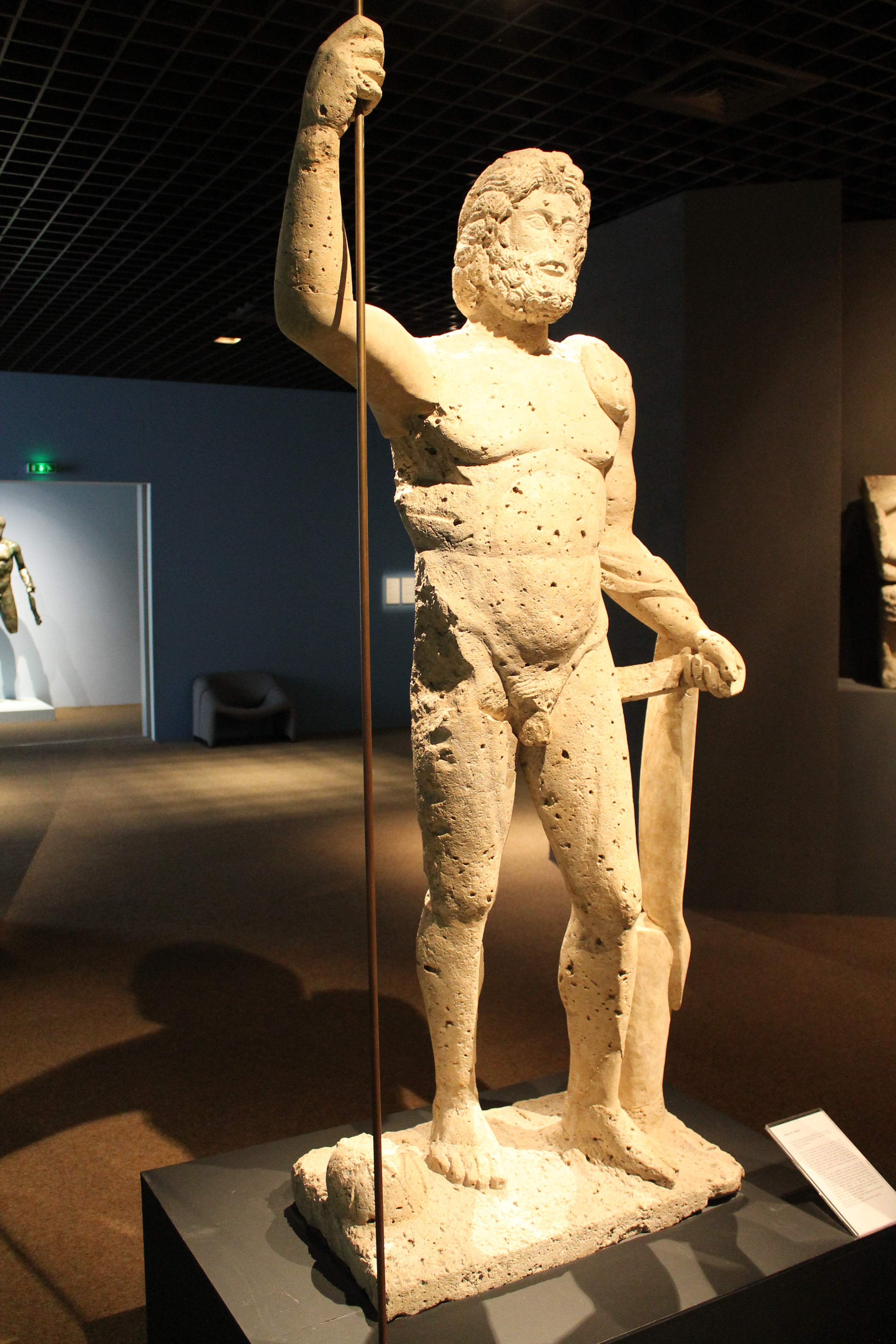
Statue de Jupiter découverte lors de fouilles archéologiques à Mézin - Musée d'Aquitaine.

### Le bourg médiéval
Les vestiges du bourg médiéval sont encore visibles : les premiers habitats sont regroupés autour du prieuré des bénédictins aux XIe et XIIe siècles. La tradition veut que le monastère de Mézin ait été fondé par Charlemagne. Il est difficile d'en avoir une certitude historique. Une référence date du 30 septembre 1704 émanant des consuls de Mézin. Ils mentionnent un établissement clunisien « depuis environ le règne de Charlemagne ».

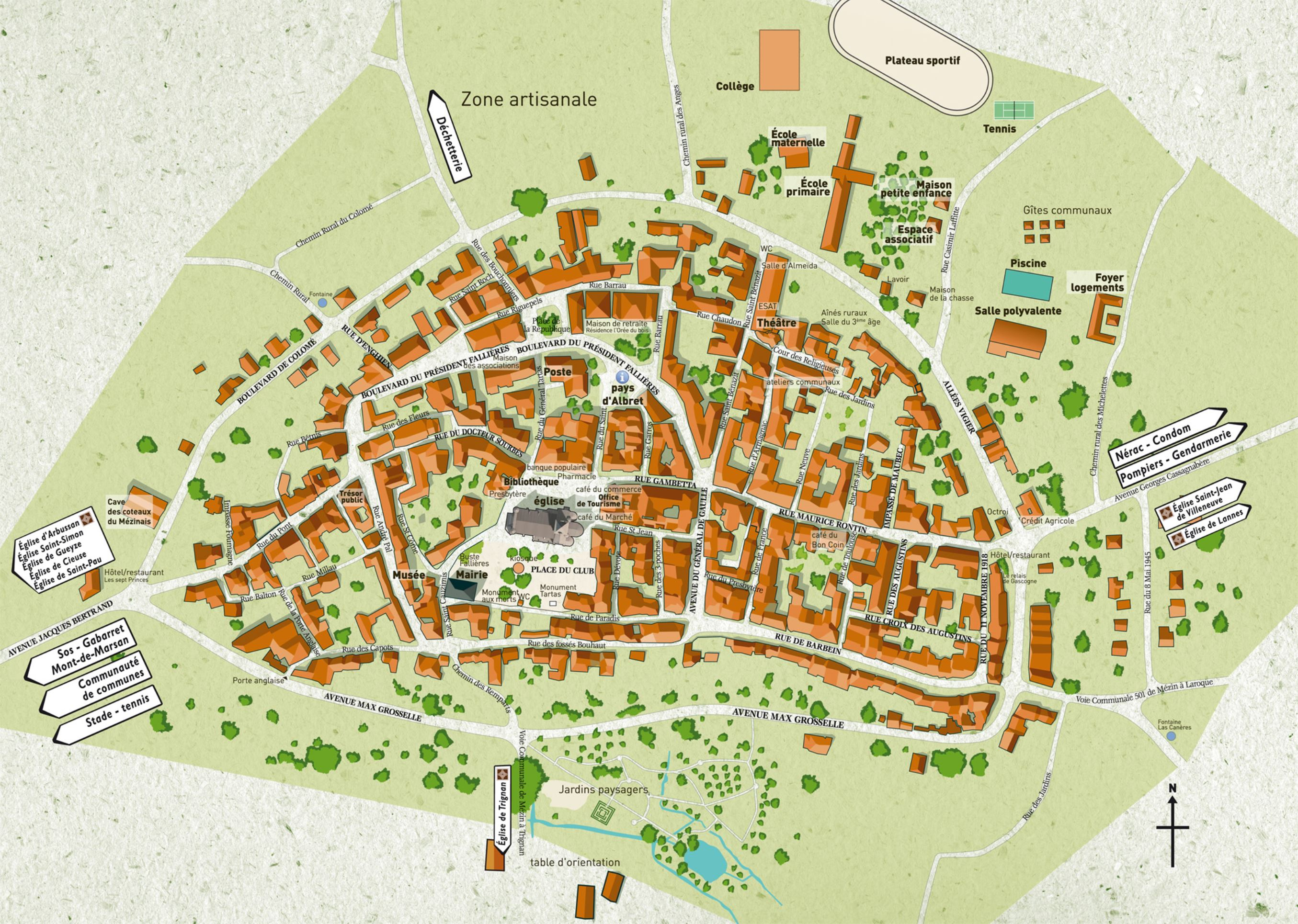
Plan de la ville en arc brisé.

Le bourg est délimité par une enceinte circulaire. Les limites de la ville sont repoussées aux XIIIe et XVe siècles, démontrant un essor considérable. La « Porte Anglaise » est le témoin de ces fortifications en taille de pierre.

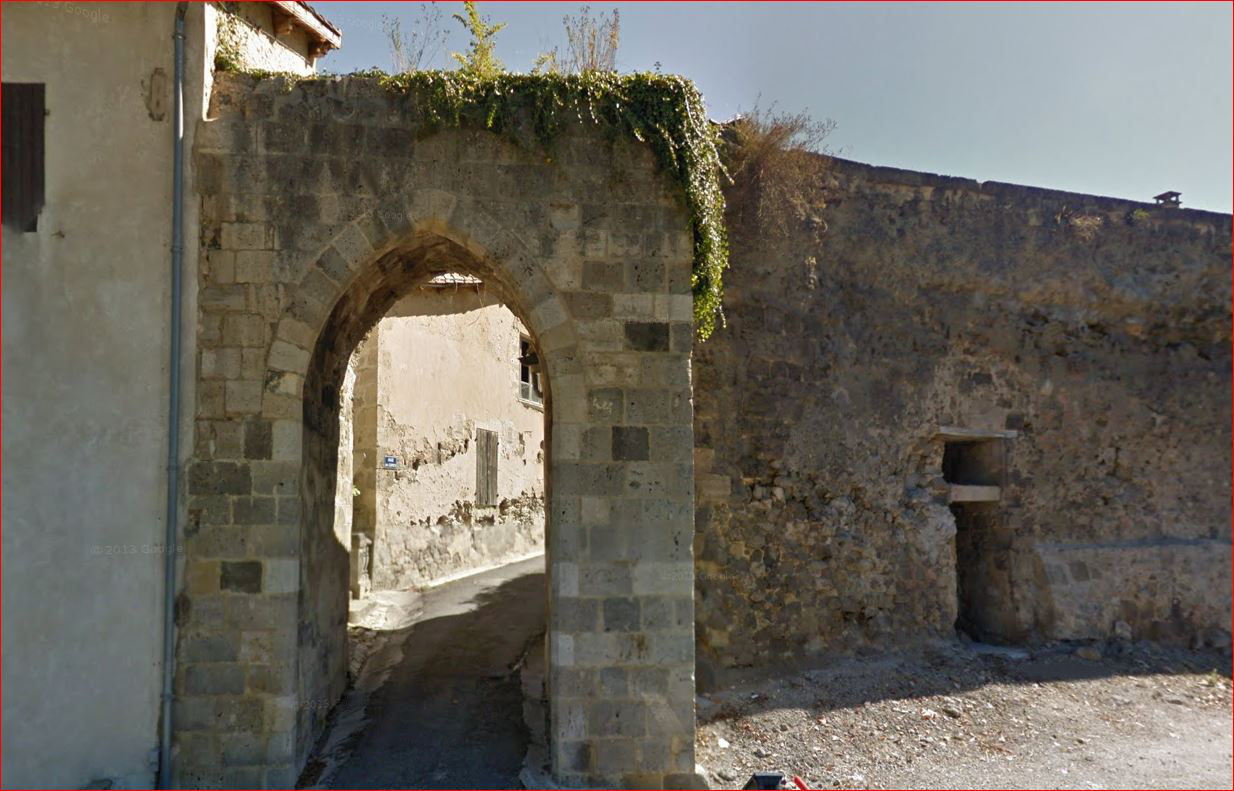
La rue des Capots et la porte Anglaise - La rue des Capots était habitée sous l'ancien régime par les capots (ou cagots) de la ville, population de charpentiers et de travailleurs du bois mis à l'écart par le reste de la population.

### L'époque moderne
Tout au long du XVIIe siècle, les remparts sont entretenus et la ville se développe intra-muros. Les portes de la ville sont peu à peu délaissées. En 1770, les ruines de ponts-levis ou murailles sont détruites.

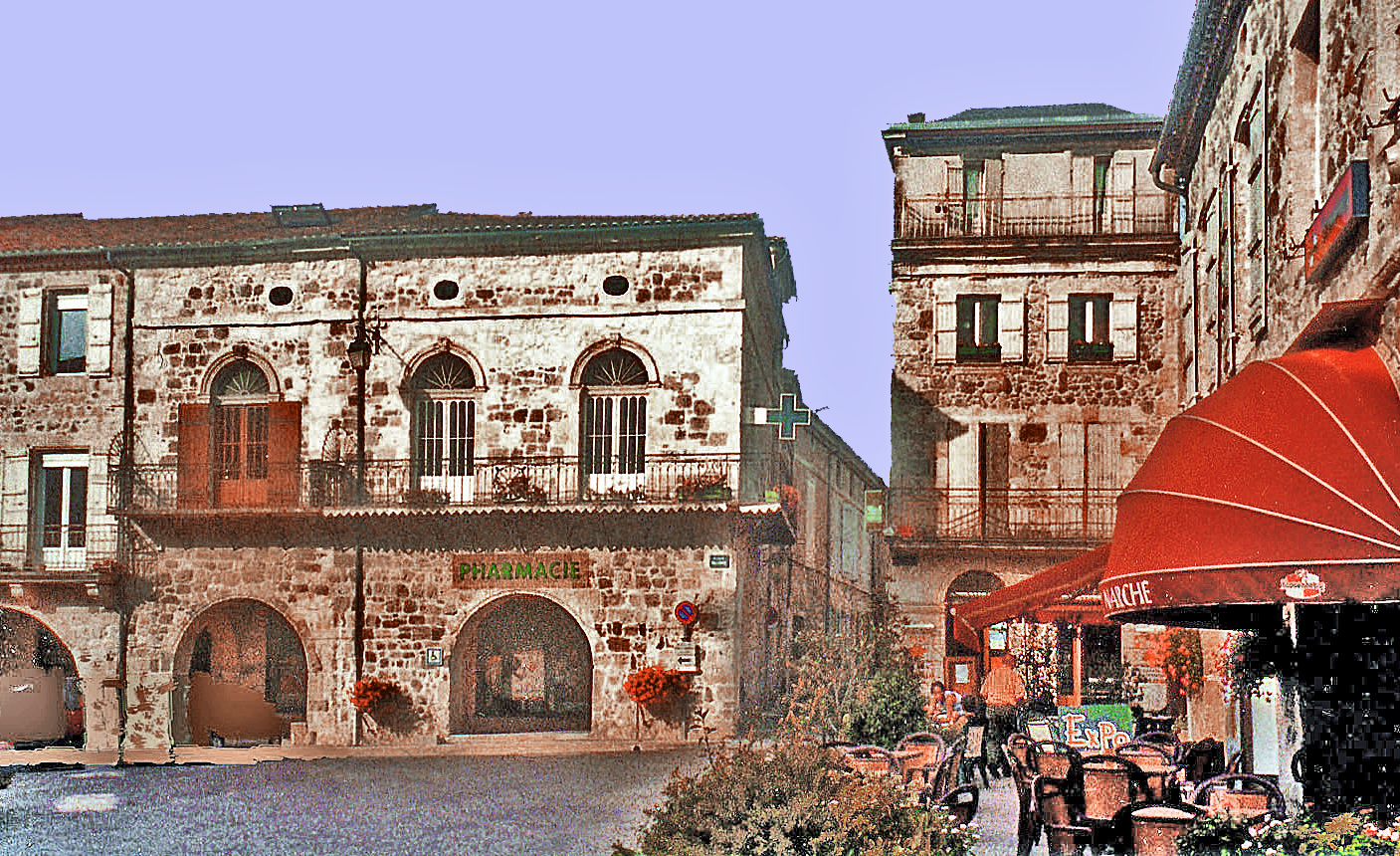
Mézin, place de l'Église et du marché avec ses portiques en arc de pierre.

Au cœur du village, se développe la place du marché où se déroulent les principales activités. Cette place est ceinturée de portiques ou "cornières" en bois avant d'être remplacés par des constructions en arc de pierre.

### L'ère du bouchon

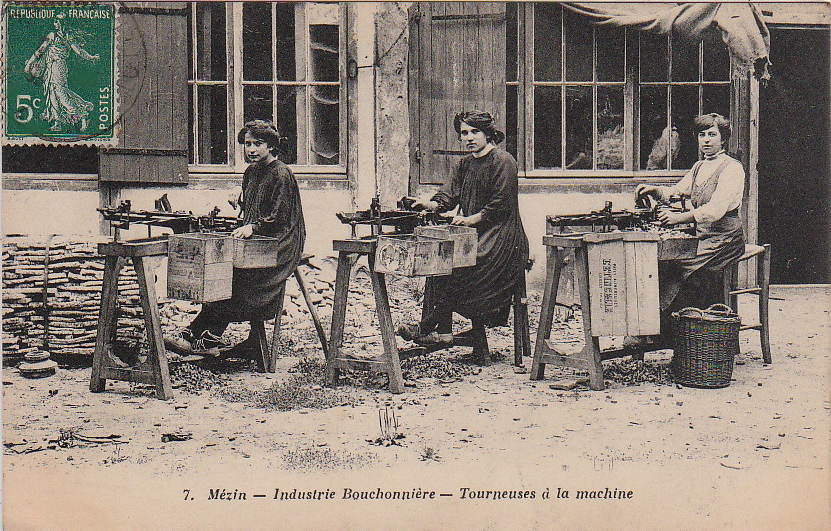
Industrie bouchonnière (liège) - ouvrières tourneuses à la machine (Mézin, Lot-et-Garonne).

À la frontière des Landes, l'industrie du liège est indissociable de l'histoire de Mézin, entre le XVIIIe et le XXe siècle. La commune comptait, à la veille de la Première Guerre mondiale, deux fabriques employant plus de cent ouvriers, cinq fabriques de cinquante à cent ouvriers, quatre ateliers de dix à cinquante ouvriers et une dizaine d'ateliers comptant moins de dix ouvriers. Le processus de fabrication était le suivant : le liège était enlevé aux sûriers, trié en trois catégories, et vendu au bouchonnier, il était alors maintenu deux ou trois heures dans une vaste chaudière ; puis séché et livré aux « coupeurs » qui le débitaient en « bandes » longues de 20 à 25 centimètres, et larges de 3 à 4 cm ; puis en « carrés » de 2 centimètres de côté ; c'est alors que les ouvrières, à domicile ou à la machine, le transformaient en bouchons. On fabriquait des objets de toutes sortes (compte-gouttes, savons, rondelles, diabolos) ; les restes (copeaux) étaient expédiés dans des « fabriques de linoléum et briques de liège ». Les sûriers de la région fournissaient un centième à peine de la matière première employée ; leur liège trop mince pour les bouchons était toutefois excellent pour confectionner de menus objets ; tout le reste venait d'Algérie, d'Espagne et de Portugal. Cette industrie s'est transformée à la fin du XIXe siècle par l'introduction de machines, qui ont remplacé la main-d’œuvre ouvrière.

### Époque contemporaine
Dans le contexte de la Deuxième Guerre mondiale, Mézin accueille des réfugiés Alsaciens-Mosellans expulsés de leurs domiciles par les nazis.
Sur la ligne de Nérac à Mont-de-Marsan, Mézin a bénéficié d'une gare pour les voyageurs de 1890 à 1938. La voie a été préservée de Nérac à Mézin pour le Train touristique de l'Albret qui l'utilise.

## Politique et administration

### Liste des maires
| Période                                  | Période   | Identité             | Étiquette    | Qualité                                                                         |
| ---------------------------------------- | --------- | -------------------- | ------------ | ------------------------------------------------------------------------------- |
| Les données manquantes sont à compléter. |           |                      |              |                                                                                 |
| mai 1953                                 | mars 1959 | Jean Lafitte         | Rad          |                                                                                 |
| mars 1959                                | mars 1977 | Max Grosselle        | DVD          | Industriel, négociant en liège Conseiller Général du Canton de Mézin 1959- 1992 |
| mars 1977                                | 1979      | Victor Chaland       |              | Agriculteur                                                                     |
| 1979                                     | mars 1983 | Jean-Jacques Lestage |              | Enseignant                                                                      |
| mars 1983                                | mars 2008 | Jean Laraignou       | UDF puis UMP | Notaire, conseiller général (1992-2004)                                         |
| mars 2008                                | mars 2014 | Christian Bataille   | PS           | Conseiller général depuis 2004                                                  |
| mars 2014 (réélu en mai 2020)            | En cours  | Jacques Lambert      | SE           |                                                                                 |

## Démographie
L'évolution du nombre d'habitants est connue à travers les recensements de la population effectués dans la commune depuis 1793. Pour les communes de moins de 10 000 habitants, une enquête de recensement portant sur toute la population est réalisée tous les cinq ans, les populations de référence des années intermédiaires étant quant à elles estimées par interpolation ou extrapolation. Pour la commune, le premier recensement exhaustif entrant dans le cadre du nouveau dispositif a été réalisé en 2004.

En 2022, la commune comptait 1 455 habitants, en évolution de −8,83 % par rapport à 2016 (Lot-et-Garonne : −0,18 %, France hors Mayotte : +2,11 %).
| 1793  | 1800  | 1806  | 1821  | 1831  | 1836  | 1841  | 1846  | 1851  |
| ----- | ----- | ----- | ----- | ----- | ----- | ----- | ----- | ----- |
| 4 383 | 2 665 | 2 735 | 2 918 | 3 146 | 3 048 | 3 042 | 3 220 | 3 027 |

| 1856  | 1861  | 1866  | 1872  | 1876  | 1881  | 1886  | 1891  | 1896  |
| ----- | ----- | ----- | ----- | ----- | ----- | ----- | ----- | ----- |
| 2 885 | 2 992 | 2 923 | 3 003 | 2 940 | 2 910 | 2 808 | 2 640 | 2 604 |

| 1901  | 1906  | 1911  | 1921  | 1926  | 1931  | 1936  | 1946  | 1954  |
| ----- | ----- | ----- | ----- | ----- | ----- | ----- | ----- | ----- |
| 2 737 | 2 774 | 2 843 | 2 380 | 2 552 | 2 594 | 2 510 | 2 370 | 2 296 |

| 1962  | 1968  | 1975  | 1982  | 1990  | 1999  | 2004  | 2006  | 2009  |
| ----- | ----- | ----- | ----- | ----- | ----- | ----- | ----- | ----- |
| 2 112 | 1 976 | 1 800 | 1 609 | 1 455 | 1 461 | 1 509 | 1 526 | 1 513 |

| 2014  | 2019  | 2022  | - | - | - | - | - | - |
| ----- | ----- | ----- | - | - | - | - | - | - |
| 1 578 | 1 469 | 1 455 | - | - | - | - | - | - |

## Culture locale et patrimoine

### Lieux et monuments
- Située au cœur des pays du foie gras, des pruneaux, de l'armagnac, la ville fut notamment un des bastions de l'industrie du liège en France au cours des XIXe et XXe siècles.
- Église Saint-Jean-Baptiste[34] dont la première pierre fut posée au XIe siècle. Des difficultés de financement expliquent un achèvement tardif de sa construction (XIVe siècle). C'est une église de style romano-gothique fortifiée (architecture romano-gothique). L'édifice a été classé au titre des monuments historiques en 1840[35].
- Église Saint-Barthélemy de Trignan. L'édifice a été inscrit au titre des monuments historiques en 1999[36].
- Église Saint-Jean-Baptiste de Thens.
- Église Saint-Philippe-et-Saint-Jacques de Mazéret.
- Porte Anglaise ;
- Place Armand-Fallières ;
- Ruelles et maisons anciennes ;
- Circuit des arbres et chapelles ;
- Musée du liège et du bouchon[37] ;
- Gare : désaffectée mais constitue un terminus du Train touristique de l'Albret
- Une statue de bronze de près d'une tonne fut édifiée, en 1938, en l'honneur du « patriarche de la République », Amand Fallières, selon l'expression de l'historien Jean-Pierre Koscielniak. Ce monument fut détruit sur ordre du gouvernement de Vichy en 1942[38].Monument élevé en 1938 à Mézin, monumentale sculpture en bronze de A. Fallières (détruit en 1942 par le régime de Vichy).

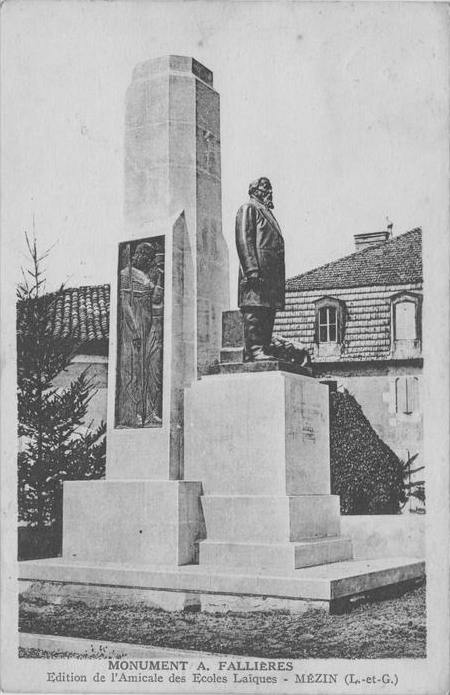
Monument élevé en 1938 à Mézin, monumentale sculpture en bronze de A. Fallières (détruit en 1942 par le régime de Vichy).

- Monument aux morts ;
- Villa gallo-romaine ;

### Personnalités liées à la commune
- Bertrand de Barrau de Pouron, né à Mézin en 1533, évêque de Pamiers.
- Louis-Mayeul Chaudon (1757-1817), biographe français mort à Mézin.
- Jean-Marie-Gabriel d'Arodes de Lillebonne dit Darrodes de Lillebonne (1781-1838), écrivain et auteur dramatique né à Mézin.
- Émile Tartas (1796-1860), officier général né à Mézin. Militaire engagé notamment en Algérie lors d'expéditions contre Abd el-Kader (1840-1845), il fut promu général en 1852.
- Amédée de Nouailhan (1802-1880), député de l'Ariège, né à Mézin.
- Pierre-Marie-Frédéric Fallières, évêque de Saint-Brieuc et Tréguier de 1889 à 1906, né à Mèzin en 1834.
- Armand Fallières (1841-1931), président de la République Française de 1906 à 1913, président du Sénat de 1899 à 1906, président du conseil en 1883, né à Mézin.
- Germain D'Almeida (1851-1917), bouchonnier et poète gascon qui a écrit à Mézin des poèmes, en occitan. Une salle de la commune porte son nom rue Saint Benazit[39],[40],[41].
- Henri Labit (1920-1942), né à Mézin, officier des Forces aériennes françaises libres, résistant, compagnon de la Libération.
- Elsa Canovas dite « Choco », comédienne de Mezin[42].
- Victoria Suter, chanteuse et musicienne, membre fondatrice du groupe O'o.

### Héraldique
| Blason de Mézin | Blason  | D'azur aux trois fleurs de lys d'argent, bordées d'or. |
| Blason de Mézin | Détails | Le statut officiel du blason reste à déterminer.       |